# Olof Hedling
Olof Fredrik Hedling, född 17 juli 1962, död 3 maj 2020 i Lund, var en svensk filmvetare. Han var bror till Erik Hedling.

## Biografi
Olof Hedling var son till barnläkaren Lars Hedling. Uppvuxen i Växjö flyttade han i början av 1980-talet till Lund för att studera. Han disputerade 2001 vid Lunds universitet på en avhandling om den brittiske filmkritikern Robin Wood men kom senare att fokusera på samtida film- och tv-produktion och film- och mediepolitik i Europa och Skandinavien. Hedling, som var docent och universitetslektor vid Lunds universitet, undervisade i filmvetenskap. Med en bakgrund i nationalekonomi anlade han ofta ett ekonomiskt perspektiv på frågor om regional, nationell och transnationell (europeisk) filmpolitik. Detta innebar att han deltog i framväxten av vad som ibland kallas production studies, en del av film- och mediaforskningen som fokuserar på hur produktionsvillkor påverkar det audiovisuella utbudet. Mellan 2008 och 2015 drev han och undervisade på masterprogrammet Film and media production vid Lunds universitet.
Vårterminen 2014 tillbringade Hedling som gästprofessor vid University of Illinois i Urbana-Champaign på ett Fulbrights Hildeman-stipendium. Från 2017 var han representant i Svenska filminstitutets råd för spridning och visning. Han satt i den rådgivande kommittén för bokförlaget Routledges serie Remapping World Cinema och var en av koordinatorerna för Media Industries Network Europe. Hedling är begravd på Norra kyrkogården i Lund.

## Publikationer
Hedlings forskning finns publicerad i ett antal internationella antologier och tidskrifter, bland annat Companion to Nordic Cinema (2016), European Film and Television Co-production (2019) och The Routledge Companion to World Cinema (2017). Under åren runt millennieskiftet var han också en flitig kultursidesskribent i Smålandsposten. 
Hans sista publikation bygger på affärskorrespondens mellan Ingmar Bergman och Svensk filmindustri och finns i antologin Ingmar Bergman: An Enduring Legacy (Lund University Press, 2021).